# Chad Harbach
Chad Harbach (Racine (Wisconsin), 1975) is een Amerikaanse schrijver. Hij is de auteur van de succesvolle roman The Art of Fielding uit 2011, die in Nederland werd uitgegeven als De kunst van het veldspel.

## Biografie
Chad Harbach is geboren in 1975 in Racine, Wisconsin. Hij studeerde aan de Harvard-universiteit. Daarna had hij verschillende baantjes. Hij begon in 2000 te schrijven aan bovengenoemde roman. De eerste versies van de eerste twee hoofdstukken gebruikte hij om toegelaten te worden tot een master in schrijven. Verschillende keren werd hij afgewezen totdat hij werd toegelaten voor een master in fine arts aan de Universiteit van Virginia, die hij succesvol voltooide. Hij is een van de oprichters en, overigens onbezoldigd, auteur van het literaire tijdschrift n+1 dat in 2004 werd opgericht. Zijn geld verdiende hij als copy editor. Uiteindelijk voltooide hij zijn eerste roman- The Art of Fielding- in 2009, na negen jaar er aan gewerkt te hebben. Begin 2010 verkocht hij de rechten per opbod voor 650.000 dollar, een uitzonderlijk hoog bedrag voor een debuutroman.
- Bibsys: 12005905
- Bibliothèque nationale de France: cb16604952q (data)
- Catàleg d'autoritats de noms i títols de Catalunya: 981058520918906706
- Gemeinsame Normdatei: 1025574656
- International Standard Name Identifier: 0000 0001 1892 2458
- Library of Congress Control Number: n2011027145
- Nationale Bibliotheek van Tsjechië: ola2014821077
- Nationale Bibliotheek van Israël: 987007574917105171
- Nederlandse Thesaurus van Auteursnamen: 338013105
- Istituto Centrale per il Catalogo Unico: RAVV673216
- Système universitaire de documentation: 159018919
- Virtual International Authority File: 169999757
- WorldCat: E39PBJhRDJF3tx3HBwFQHWH6Kd